# Férfi kenu egyes 1000 méter az 1984. évi nyári olimpiai játékokon
Az 1984. évi nyári olimpiai játékokon a kajak-kenu férfi kenu egyes 1000 méteres versenyszámát augusztus 7. és augusztus 11. között rendezték Lake Casitas-i tavon.

## Eredmények
Az időeredmények másodpercben értendők. A rövidítések jelentése a következő:
| - Q: továbbjutás helyezés alapján - R: vigaszágon folytathatta - DQ: kizárás |

### Előfutamok
Az előfutamokból az első három helyezett automatikusan a döntőbe jutott, a többiek a vigaszágra kerültek.
| Helyezés | Név                    | Nemzet                 | Idő      | Mj       |
| 1. futam | 1. futam               | 1. futam               | 1. futam | 1. futam |
| -------- | ---------------------- | ---------------------- | -------- | -------- |
| 1.       | Ulrich Eicke           | NSZK (FRG)             | 4:10,10  | Q        |
| 2.       | Larry Cain             | Kanada (CAN)           | 4:20,10  | Q        |
| 3.       | Timo Grönlund          | Finnország (FIN)       | 4:20,39  | Q        |
| 4.       | Stephen Train          | Nagy-Britannia (GBR)   | 4:21,71  | R        |
| 5.       | Francisco López        | Spanyolország (ESP)    | 4:34,94  | R        |
|          | Philippe Renaud        | Franciaország (FRA)    |          | DQ       |
| 2. futam |                        |                        |          |          |
| 1.       | Henning Lynge Jakobsen | Dánia (DEN)            | 4:14,59  | Q        |
| 2.       | Costică Olaru          | Románia (ROU)          | 4:15,36  | Q        |
| 3.       | Bruce Merritt          | Egyesült Államok (USA) | 4:22,59  | Q        |
| 4.       | Inoue Kijoto           | Japán (JPN)            | 4:28,05  | R        |
| 5.       | Göran Backlund         | Svédország (SWE)       | 4:28,31  | R        |

### Vigaszág
A vigaszág futamából az első három helyezett jutott a döntőbe, a negyedik helyezett kiesett.
| Helyezés | Név             | Nemzet               | Idő     | Mj |
| -------- | --------------- | -------------------- | ------- | -- |
| 1.       | Stephen Train   | Nagy-Britannia (GBR) | 4:23,15 | Q  |
| 2.       | Inoue Kijoto    | Japán (JPN)          | 4:23,73 | Q  |
| 3.       | Francisco López | Spanyolország (ESP)  | 4:29,50 | Q  |
| 4.       | Göran Backlund  | Svédország (SWE)     | 4:31,04 |    |

### Döntő
| Helyezés | Név                    | Nemzet                 | Idő     | Mj |
| -------- | ---------------------- | ---------------------- | ------- | -- |
| Arany    | Ulrich Eicke           | NSZK (FRG)             | 4:06,32 |    |
| Ezüst    | Larry Cain             | Kanada (CAN)           | 4:08,67 |    |
| Bronz    | Henning Lynge Jakobsen | Dánia (DEN)            | 4:09,51 |    |
| 4.       | Timo Grönlund          | Finnország (FIN)       | 4:15,58 |    |
| 5.       | Costică Olaru          | Románia (ROU)          | 4:16,39 |    |
| 6.       | Stephen Train          | Nagy-Britannia (GBR)   | 4:16,64 |    |
| 7.       | Bruce Merritt          | Egyesült Államok (USA) | 4:18,17 |    |
| 8.       | Inoue Kijoto           | Japán (JPN)            | 4:18,72 |    |
| 9.       | Francisco López        | Spanyolország (ESP)    | 4:23,92 |    |